# Erich Molitor
Karl Constant Erich Molitor (* 3. Oktober 1886 in Göttingen; † 24. Februar 1963 in Wiesbaden) war ein deutscher Jurist und Universitätsprofessor. Von 1949 bis 1953 war er Präsident (Senatspräsident) des Obersten Arbeitsgerichts von Rheinland-Pfalz. Er gilt als einer der Begründer der modernen Arbeitsrechtswissenschaft.

## Leben
Erich Molitors Vater Karl Molitor war ab 1891 Direktor der Universitätsbibliothek Münster. Nach dem Schulbesuch am Münsteraner Paulinum studierte er Rechtswissenschaft in Lausanne, Straßburg, München, Berlin und Münster. 1910 wurde er bei Rudolf His zum Dr. jur. promoviert. Anschließend war er Richter an einem Landgericht. Interessehalber besuchte er das Rechtsgeschichtliche Seminar von Konrad Beyerle an der Georg-August-Universität Göttingen, wo er mit Heinrich von Minnigerode und Otto Schreiber befreundet war. 1914 habilitierte er sich in Münster für Deutsche Rechtsgeschichte und Deutsches Bürgerliches Recht. Nach einer Lehrstuhlvertretung in Marburg begann er ab 1922 in Leipzig zu lehren. 1930 folgte er einem Ruf nach Greifswald als Nachfolger von Franz Beyerle. Eine Berufung nach Halle scheiterte 1937 aus weltanschaulichen Gründen, da sich der katholische Molitor zuvor für seinen jüdischen Professorenkollegen Josef Juncker eingesetzt sowie bei anderer Gelegenheit öffentlich die nationalsozialistischen Blut-und-Boden-Ideologie missbilligt hatte. Gleichwohl gehörte er der Akademie für Deutsches Recht an, trat 1941 der NSDAP bei (Mitgliedsnummer 7.370.596) und wurde Mitglied im NS-Dozentenbund. 1942 übernahm er das Amt des Dekans der Rechts- und Staatswissenschaftlichen Fakultät in Greifswald. Nach Kriegsende verließ er 1946 unter Ausschlagung eines Angebots der Universität Rostock die sowjetische Besatzungszone und wechselte an die Johannes-Gutenberg-Universität Mainz. Dort war er sogleich Dekan der Rechts- und Wirtschaftswissenschaftlichen Fakultät, darauffolgend bis 1948 Prodekan.
Molitor wurde 1949 zum Präsidenten des Obersten Arbeitsgerichts von Rheinland-Pfalz ernannt, einer landesweit zuständigen Revisionsinstanz gegen Urteile des Landesarbeitsgerichts Rheinland-Pfalz, die mit der Gründung des Bundesarbeitsgerichts 1953 aufgelöst wurde. Für seine Verdienste wurde Molitor 1956 mit dem Verdienstorden der Bundesrepublik Deutschland ausgezeichnet.
Molitor war seit 1921 verheiratet mit Maria Georgina Elisabeth Gerdrud Molitor, geborene Peters (1900–1988), deren Brüder Hans und Karl Peters waren ebenfalls bekannte Rechtswissenschaftler. Einer seiner vier Söhne, Karl Molitor (1928–2021), Honorarprofessor in Göttingen, war Geschäftsführer des Bundesarbeitgeberverbands Chemie, ein anderer, der am 10. August 1932 in Greifswald geborene Wirtschaftswissenschaftler Bernhard Molitor, wurde Beamter, Ministerialdirektor im Bundesministerium für Wirtschaft und Vorsitzender der EU-Deregulierungskommission.

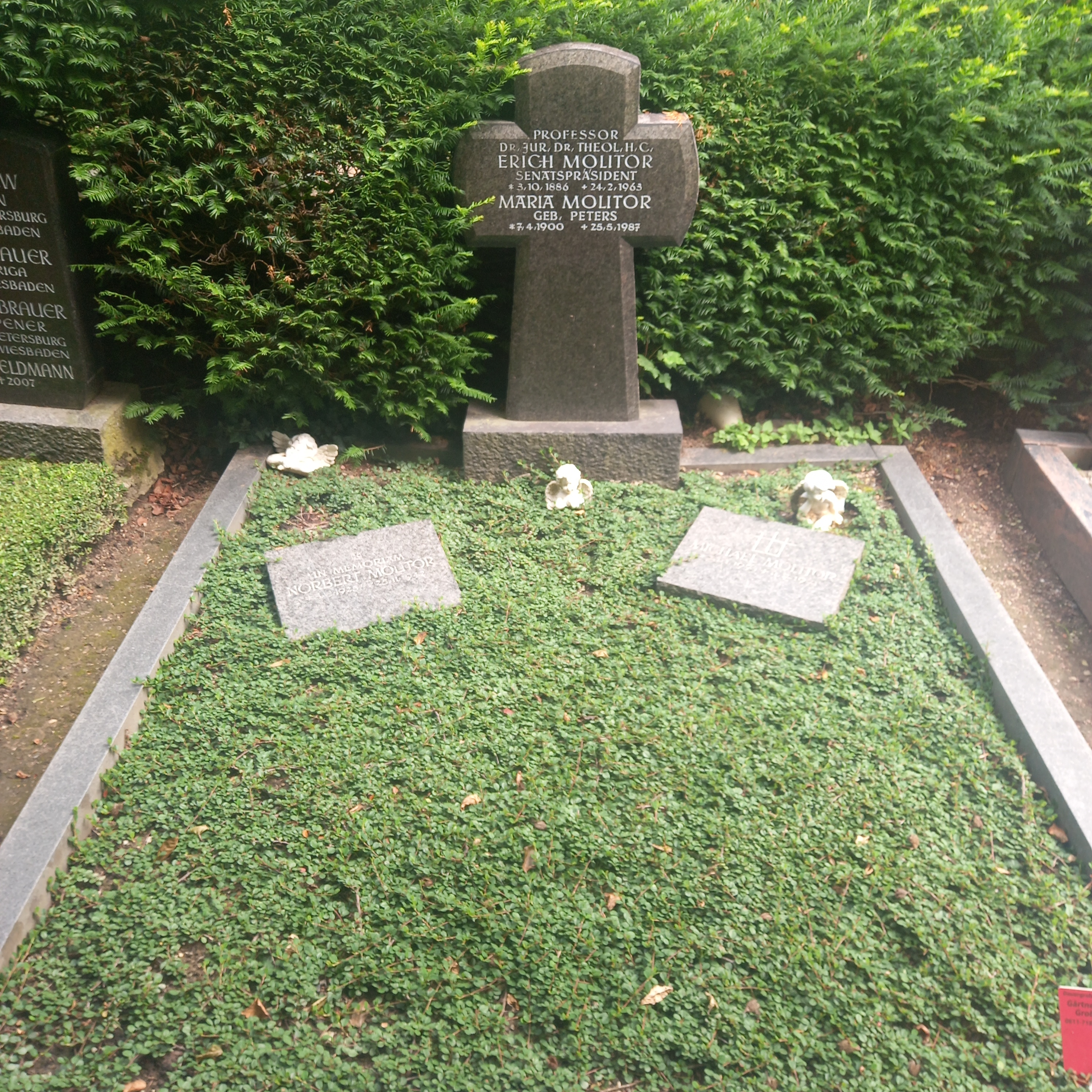
Das Grab von Erich Molitor und seiner Ehefrau Maria geborene Peters auf dem Südfriedhof (Wiesbaden)

## Werk
Bis 1921 befasste sich Molitor ausschließlich mit Themen der deutschen Rechtsgeschichte, erst mit seiner Berufung nach Leipzig erweiterten sich seine Interessen hin zum Arbeitsrecht. Zunächst forschte er zur Rolle der Stände in der mittelalterlichen Gesellschaft, insbesondere zu den Ministerialen, sowie zur Geschichte der Kodifikationsidee anhand des Mecklenburgischen Landrechts von David Mevius; seine Untersuchung zur Reichsreformbewegung in geistes- und kulturgeschichtlicher Hinsicht gilt als „Pionierleistung“. Bezüglich des Sachsenspiegels vertrat er erstmals die Theorie, das Rechtsbuch sei nicht in einem Wurf entstanden, sondern stelle einen Urtext mit mehreren späteren Einschüben und Überarbeitungen Eike von Repgows oder anderer Bearbeiter dar; diese „aufsehenerregende“ These wurde zunächst vielfach abgelehnt, gilt aber mittlerweile durch die neuere Sachsenspiegel-Forschung als bestätigt.
In seinen arbeitsrechtlichen Untersuchungen verfolgte Molitor den Ansatz, die Dogmatik des Arbeitsrechts aus der traditionellen Dogmatik des allgemeinen Zivilrechts zu konstruieren. Unter Molitors Ägide wurde das ursprünglich von Erwin Jacobi gegründete Leipziger Institut für Arbeitsrecht zu einem Zentrum der damals noch jungen Disziplin der Arbeitsrechtswissenschaft. Spätestens seit der Veröffentlichung von Die Kündigung (1935) war Molitor auf dem Gebiet des Arbeitsrecht eine Autorität. In dieser Monografie entwickelte er die Dogmatik der arbeitsrechtlichen Kündigung in engem Zusammenhang mit der allgemein-zivilrechtlichen Dogmatik der Kündigung, wie sie zum Beispiel im Mietrecht auftaucht. Auch die Ausgestaltung des Arbeitsverhältnisses als personenrechtliches Verhältnis, wie sie das Bundesarbeitsgericht seit 1962 seiner Rechtsprechung zugrunde legt, geht auf eine Arbeit von Erich Molitor aus dem Jahr 1931 zurück.
In seiner Mainzer Zeit betrieb Molitor zunehmend rechtsvergleichende Studien (insbesondere zum italienischen Arbeitsrecht), die ihn zu einem über die Grenzen Deutschlands hinaus bekannten Rechtswissenschaftler werden ließen. Seine 1949 veröffentlichte Darstellung der Grundzüge der neueren Privatrechtsgeschichte wurde zu einem der Standardwerke des rechtswissenschaftlichen Studiums. Nach Molitors Tode führte Hans Schlosser das Lehrbuch in mehreren Auflagen weiter.

## Veröffentlichungen (Auswahl)
- Die Stände der Freien in Westfalen und der Sachsenspiegel. Münster 1910 (Dissertation).
- Der Stand der Ministerialen. Breslau 1912 (Habilitationsschrift). Ndr. Aalen 1970.
- Die Reichsreformbestrebungen des 15. Jahrhunderts Breslau 1921. 2. Aufl. Leipzig 1924. Ndr. Aalen 1969.
- Das Wesen des Arbeitsvertrages. Leipzig/Erlangen 1925.
- Das Beschäftigungsverhältnis im Arbeitsrecht. In: Neue Zeitschrift für Arbeitsrecht. 1931, S. 109 ff.
- Der Entwurf eines mecklenburgischen Landrechts von David Mevius. In: Zeitschrift der Savigny-Stiftung für Rechtsgeschichte, Germanistische Abteilung. Band 61, 1940, S. 160 ff.
- Die Kündigung. Mannheim/Berlin/Leipzig 1935. 2. Aufl. Mannheim 1951.
- Zur Entwicklung der Munt. Eine ständegeschichtliche Untersuchung. In: Zeitschrift der Savigny-Stiftung für Rechtsgeschichte. Band 64, 1944, S. 112–171.
- Der Gedankengang des Sachsenspiegels. In: Zeitschrift der Savigny-Stiftung für Rechtsgeschichte, Germanistische Abteilung. Band 65, 1947, S. 15 ff.
- Grundzüge der neueren Verfassungsgeschichte. Karlsruhe 1948.
- Grundzüge der neueren Privatrechtsgeschichte. Karlsruhe 1949.